# Suthfeld
Suthfeld er en kommune i det nordvestlige Tyskland med godt 1.400 indbyggere (2013), beliggende i Samtgemeinde Nenndorf under Landkreis Schaumburg. Denne landkreis ligger i den nordlige del af delstaten Niedersachsen.

## Geografi
Suthfeld består af landsbyerne Helsinghausen, Kreuzriehe og Riehe. Navnet Suthfeld kommer fra et område, som skærer ind i kommunen fra sydøst, næsten som en enklave, men med en smal korridor til Bad Nenndorf, som den er en del af.
Gennem kommunens område løber vandløbene Haster Bach (Beeke), Das Rad og Büntegraben.
Helsinghausen og Kreuzriehe ligger ved Bundesstraße 442 mellem Haste og Bad Nenndorf. Riehe ligger øst derfor ved Kreisstraße 52. Sydøst for Riehe går motorvejen A 2. Fjernvandrevej E 1 går gennem kommunen.

### Nabokommuner
Suthfeld grænser (med uret fra nord) op til Haste, bykommunen Bad Nenndorf samt kommunen Hohnhorst.